# Add-drop multiplexor

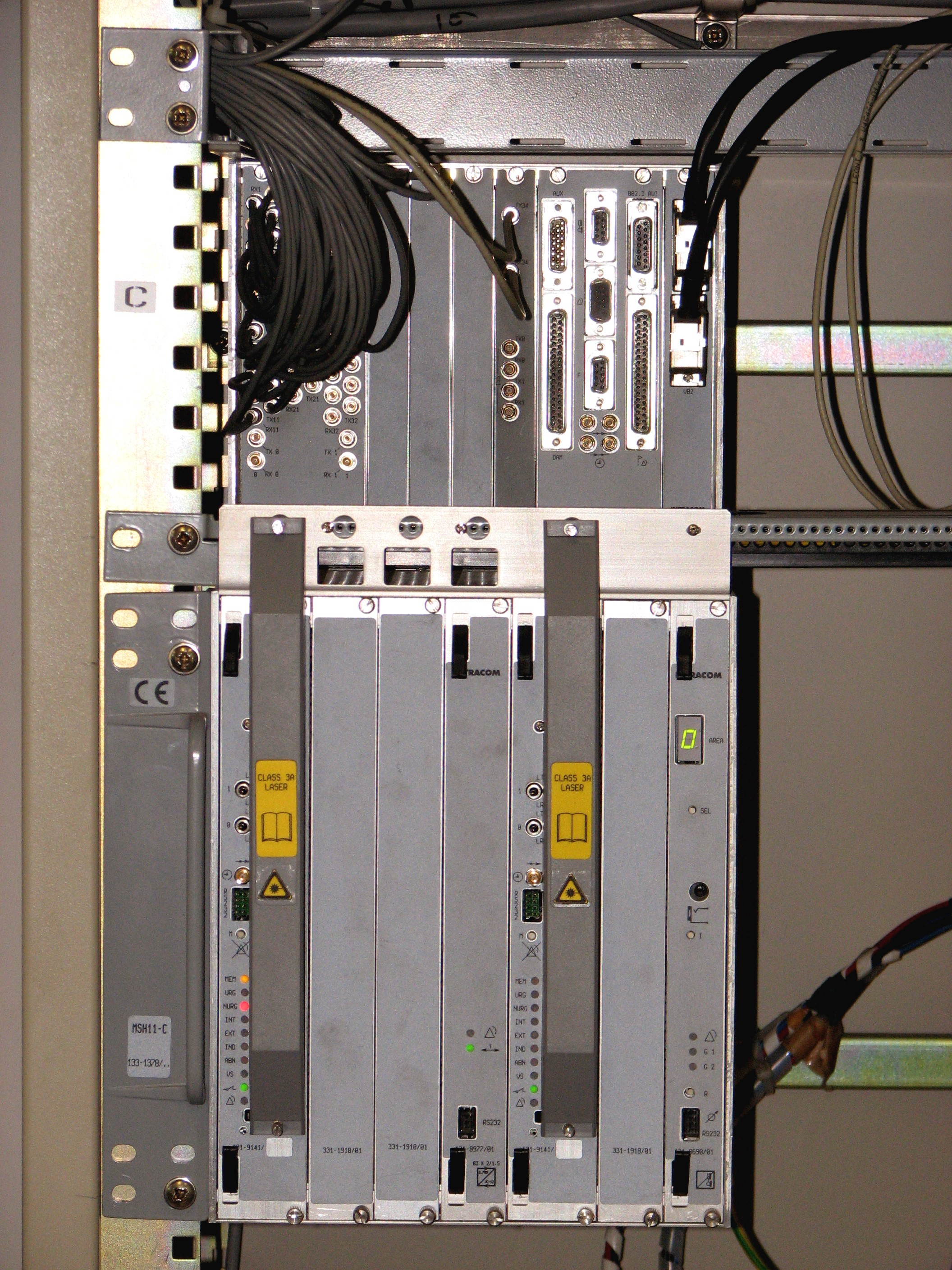
Add-drop multiplexor.

Add-drop multiplexor (ADM) je důležitý prvek optických sítí, který umožňuje kombinovat nebo multiplexovat několik proudů dat s nižší přenosovou rychlostí a přenášet je jediným světelným paprskem. Add-drop multiplexor také umožňuje přidat jeden nebo více signálů s nižší rychlostí do existujícího datového proudu s vysokou rychlostí a současně může odebírat z proudu jiné signály s nižší rychlostí a přesměrovat je na jinou síťovou trasu. Toho se využívá pro odbočení lokálního provozu z vysokorychlostní linky nebo pro jeho připojení do vysokorychlostní sítě.
ADM se používají jak v páteřních sítích na dlouhé vzdálenosti, tak v „metropolitních“ sítích na kratší vzdálenosti. Použití na dlouhé vzdálenosti je mnohem nákladnější kvůli obtížnému škálování technologie na vysoké přenosové rychlosti a cenám prvků pro hustý multiplex s vlnovým dělením (DWDM) používaným pro komunikaci na dlouhé vzdálenosti. Hlavní optickou filtrační technologií používanou v add-drop multiplexorech je Fabryho–Pérotův etalon.
Novější zařízení typu „multi-service SONET/SDH“ (známá také jako multi-service provisioning platform neboli MSPP) mají veškerou funkcionalitu starších ADM, ale mohou také obsahovat funkčnost křížového propojení pro správu více optických kruhů v jednom šasi. Tato zařízení mohou nahradit více starších ADM a také umožňují přímo připojit lokální sítě typu Ethernet k optické páteřní síti poskytovatele služeb. V důsledku urychlování přechodu na sítě SONET/SDH další generace překročil na konci roku 2003 prodej multiservice ADM prodej starších ADM.
Novým druhem ADM jsou rekonfigurovatelné optické add-drop multiplexory (ROADMs), jejichž obliba stoupá, protože mobilní operátoři pokračují v investicích do metropolitních optických sítí.